# Temple de la Raó

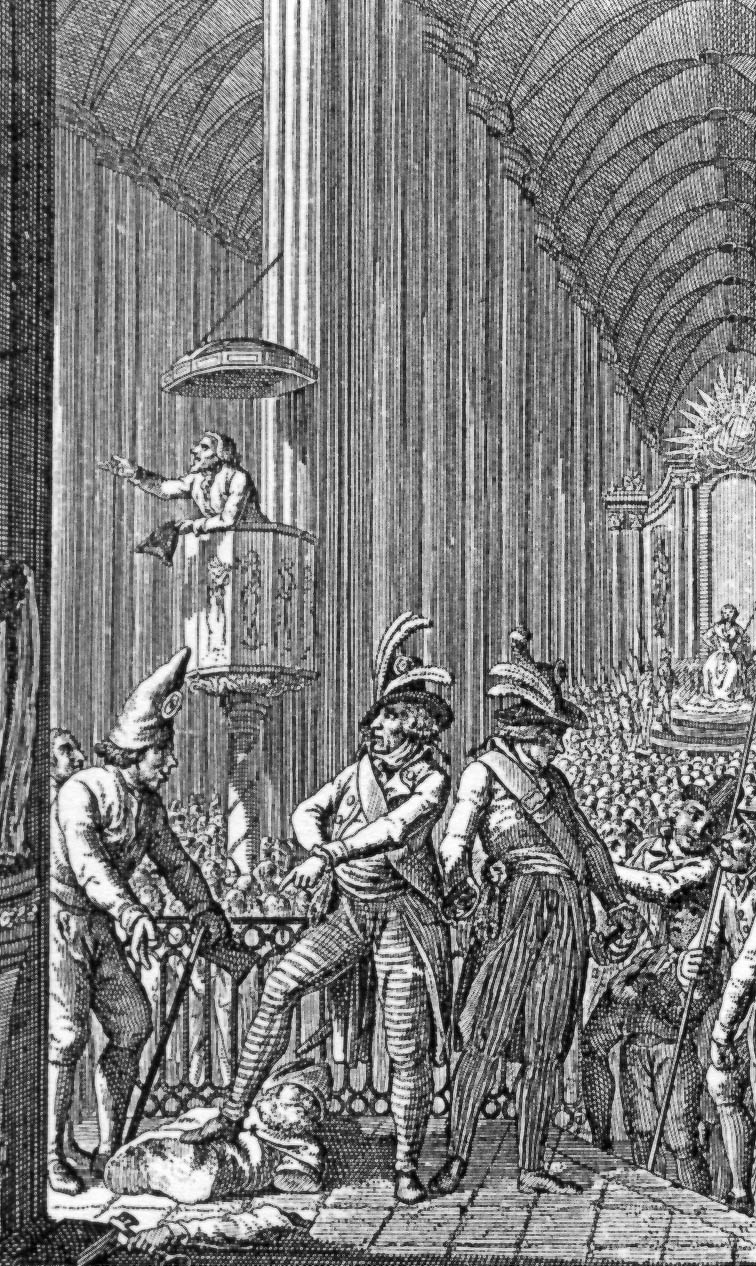
La catedral de Notre-Dame d'Estrasburg transformada en Temple de la Raó (gravat de 1793-94).

El temple de la Raó (temple de la Raison en francès), creat sota la Revolució francesa el 1793, va ser el temple d'una nova religió considerada per a reemplaçar el cristianisme: el culte de l'Ésser suprem. La religió centrada en el culte a la Raó havia de reunir tots els pobles sota la divisa de la llibertat i de la igualtat per tal de tornar als principis fonamentals de la república romana, el que significava explícitament la fi de totes les monarquies. El principal instigador del culte a la Raó va ser Robespierre. Diputat del tercer estat, després acusador durant el procés de Lluís XVI (va votar per la mort del rei) i cap del Comitè de Salut Pública, va creure bo, per oposar-se a la religió catòlica posada a l'índex des dels estats generals, de crear una nova religió, d'aquí la idea de re-consagrar l'església de Sainte-Geneviève en temple de la raó. De fet, santa Genoveva era venerada durant la Revolució, ja que havia protegit París de la invasió dels Huns el 451.
Nombroses esglésies van ser transformades en temples de la raó. Es pot citar:
- la catedral Notre-Dame de París (10 novembre de 1793)
- l'església del Saint-Sulpice a París,
- l'església Saint-Paul Saint-Louis a Le Marais, antiga casa professa dels jesuïtes,
- la basílica de Saint-Denis,
- l'església dels Invalides,
- l'església Saint-Thomas d'Aquin,
- el Panteó de París,
- l'església Saint-Pierre al barri de Montmartre (devastat),
- la Catedral Notre-Dame de Reims,
- la Catedral Saint-Pierre-et-Saint-Paul de Troyes
- l'església de Notre-Dame de Versalles,
- l'església Saint-Pierre de Caen,
- i moltes esglésies de província.

Les esglésies van servir sovint de magatzems.
El Concordat del 1801 restablirà de 1802 el culte catòlic a les esglésies.